# Valanjou
Valanjou is een voormalige gemeente in het Franse departement Maine-et-Loire in de regio Pays de la Loire en telt 1914 inwoners (1999).

## Geschiedenis
De gemeente viel onder het kanton Thouarcé totdat dat op 22 maart 2015 en de gemeente werd opgenomen in het nieuwe kanton Chemillé-Melay. Op 15 december 2015 fuseerde de gemeente met andere gemeente in het samenwerkingsverband Communauté de communes de la région de Chemillé tot de huidige gemeente Chemillé-en-Anjou. Voor de fusie viel de gemeente, in tegenstelling tot de meeste gemeenten in het samenwerkingsverband, onder het arrondissement Angers maar de nieuwe gemeente valt arrondissement Cholet waardoor Valanjou bij de fusie van arrondissement veranderde.

## Geografie
De oppervlakte van Valanjou bedraagt 56,0 km², de bevolkingsdichtheid is 34,2 inwoners per km².
De onderstaande kaart toont de ligging van Valanjou met de belangrijkste infrastructuur en aangrenzende gemeenten.

## Demografie
Onderstaande figuur toont het verloop van het inwonertal.
Chanzeaux · La Chapelle-Rousselin · Chemillé · Cossé-d'Anjou · La Jumellière · Melay · Neuvy-en-Mauges · Sainte-Christine · Saint-Georges-des-Gardes · Saint-Lézin · La Salle-de-Vihiers · La Tourlandry · Valanjou